# Берхман, Пётр Фёдорович
Пётр Фёдорович Берхман (нем. Berchmann; 1749—1803) — генерал-поручик, командир лейб-гренадерского полка, командующий войсками в Санкт-Петербурге.

## Биография
Родился в 1749 году. Братья: Иван Фёдорович — бригадир; Фёдор Фёдорович (1753—1806) — генерал-лейтенант.
В военную службу вступил в 1765 году в лейб-гвардии Преображенский полк.
Во время первой турецкой войны он находился на эскадре, отправленной в Архипелаг, и участвовал в сражении при Чесме. Затем Берхман возвратился в Россию и, продолжая службу в лейб-гвардии Преображенском полку, в 1779 году был произведён в полковники с назначением командиром в Тобольский пехотный полк.
3 октября 1788 года по Высочайшему повелению командир Тобольского пехотного полка Берхман был произведён в генерал-майоры и, по рекомендации Потёмкина, назначен вице-полковником (командиром) Лейб-гренадерского полка.
В 1789 году Берхман выступил на театр русско-шведской войны и 8 июня отличился в сражении при Парасальми и Санкт-Михеле, где был ранен. Лейб-гренадеры, воодушевленные храбрым примером генерала Берхмана, который лично повел роты в атаку, быстро заняли д. Никуренини обратили неприятеля в бегство. Граф Мусин-Пушкин, донося императрице Екатерине II о взятии Санкт-Михеля, упоминает о заслугах генерал-майора Берхмана "...который, поступая храбро и расторопно, отбил неприятельский отряд, высланный на наших егерей, и скорым своим приближением привёл в замешательство правый фланг неприятеля". Своё донесение главнокомандующий заканчивал представлением двух знамён и штандарта, отбитых русскими войсками.
18 апреля 1790 года генерал-майор отличился в сражении при Пардакоски. 8 сентября 1790 года в Петербурге, по случаю заключения мира с Швецией награжден был вице-полковник лейб-гренадерского полка, генерал-майор Берхман, которому был пожалован орден орден Св. Владимира 2-й степени.
26 ноября 1793 года Берхман был награждён орденом Св. Георгия 4-й степени (№ 1020 по кавалерскому списку Григоровича — Степанова).
В 1795 году Берхман был произведён в генерал-поручики и назначен командующим войсками в Санкт-Петербурге с сохранением должности командира полка.
29 ноября 1796 года в русской армии было введено обмундирование по образцу Гатчинских войск. Новая форма была заимствована почти полностью из Пруссии и очень напоминала форму времен Императора Петра III. Лейб-гренадерский полк единственный из армейских полков, имел Шефом Государя Императора. Еще до выхода подробного описания нового обмундирования командир полка, генерал-лейтенант Берхман, представил Государю на развод 13 ноября трех гренадер, обмундированных по образцу Гатчинских войск. Император Павел остался очень доволен и, объявив командиру полка благодарность, приказал одеть всех лейб-гренадер в новую форму.
1 июня 1797 году генерал-лейтенант Берхман, вследствие расстроенного здоровья, вышел в отставку и вместо него командиром лейб-гренадерского полка назначен генерал-адъютант А. А. Баратынскому и вышел в отставку.
Скончался в 1803 году в Москве. Похоронен на Введенском кладбище; могила утрачена.

## Семья
Сыновья:
- Александр Петрович Берхман (1785—1849) — генерал-лейтенант
- Карл (1787—1827) возглавлял Павловский лейб-гвардии полк (в 1813—1815 гг.)